# 塚本晃
塚本 晃（つかもと あきら、1967年12月30日 - ）は、バンドNOWHEREメンバー。血液型はB型。東京都多摩地域生まれ。
SHADY DOLLS、HEAVEN、サウンドアパートメントなどを経てソロ名義ライブ&レコーディング。2006年、ノーウェア始動。2019.12.24、NOWHERE 5th Album 『時が終わりを告げている』 リリース。

## 参加バンド
- SHADY DOLLS：1983年 - 1991年[要出典]
- HEAVEN：1991年 - [要出典]
- サウンドアパートメント：1995年 - [要出典]
- flamingo classics：2001年 - [要出典]
- NOWHERE：2006年 - [要出典]